# Polystichum cuneatiforme
Polystichum cuneatiforme är en träjonväxtart som beskrevs av W. M. Chu och Z. R. He. Polystichum cuneatiforme ingår i släktet Polystichum och familjen Dryopteridaceae. Inga underarter finns listade.